# Grundfos
Grundfos је највећи произвођач пумпи на свету. Седиште се налази у Данској, а има више од 19.000 радника широм света.
Годишње производе више од 16 милиона циркулаторних, потапајућих и центрифугалних пумпи. Такође производи електромоторе за пумпе, као и електромотре за одвојену продају. Развија и продаје електронику за контроле пумпи и других система.

## Историја
је основао Поул Ду Јенсен 1945. године у Бјерингбру, у Данској. Тада је носио назив „Bjerringbro Pressestøberi og Maskinfabrik”, док је 1967. године, након неколико промена, добио актуелно име.